# Deadsoul Tribe
Deadsoul Tribe – austriacka grupa muzyczna wykonująca metal progresywny. Powstała w 2001 roku w Wiedniu.

## Dyskografia
- Dead Soul Tribe (2002, InsideOut Music)
- A Murder of Crows (2003, InsideOut Music)
- The January Tree	(2004, InsideOut Music/Mystic)[3]
- The Dead Word (2005, InsideOut Music)[4]
- A Lullaby for the Devil (2007, InsideOut Music)[5]

## Skład zespołu

### Obecni członkowie
- Devon Graves − śpiew, gitara, instrumenty klawiszowe, flet (2000−obecnie)
- Adel Moustafa − perkusja (2000−obecnie)
- Roland Ivenz − gitara basowa (2000−obecnie)
- Roland "Rollz" Kerschbaumer − gitara rytmiczna (2002−obecnie)

### Byli członkowie
- Volker Wiltschko − gitara (2000−2004)